# Іскра Данило Сергійович
Данило Сергійович Іскра (рос. Даниил Сергеевич Искра; 18 березня 1981, м. Ногінськ, СРСР) — російський хокеїст, воротар. Виступає за «Аріада-Акпарс» (Волжськ) у Вищій хокейній лізі. 
Вихованець хокейної щколи «Кристал» (Електросталь). Виступав за «Елемаш» (Електросталь), «Нафтовик» (Леніногорськ), ХК «Воронеж», ХК «Брест», «Титан» (Клин), ХК «Бєлгород», ДХК «Латгале», «Аріада-Акпарс» (Волжськ), «Южний Урал» (Орськ).